# Клацкейні (Орегон)
Клацкейні, Клацкінай (англ. Clatskanie [ˈklætskɪnaɪ]) — місто (англ. city) в США, в окрузі Колумбія штату Орегон. Населення — 1716 осіб (2020).

## Географія
Клацкейні розташоване за координатами 46°6′13″ пн. ш. 123°12′18″ зх. д. / 46.10361° пн. ш. 123.20500° зх. д. (46.103508, -123.205117).  За даними Бюро перепису населення США в 2010 році місто мало площу 3,08 км², уся площа — суходіл. В 2017 році площа становила 3,36 км², уся площа — суходіл.

### Клімат
| Клімат : Клацкейні      | Клімат : Клацкейні | Клімат : Клацкейні | Клімат : Клацкейні | Клімат : Клацкейні | Клімат : Клацкейні | Клімат : Клацкейні | Клімат : Клацкейні | Клімат : Клацкейні | Клімат : Клацкейні | Клімат : Клацкейні | Клімат : Клацкейні | Клімат : Клацкейні | Клімат : Клацкейні |
| Показник                | Січ.               | Лют.               | Бер.               | Квіт.              | Трав.              | Черв.              | Лип.               | Серп.              | Вер.               | Жовт.              | Лист.              | Груд.              | Рік                |
| Абсолютний максимум, °C | 16,1               | 22,2               | 25,6               | 30,0               | 34,4               | 37,2               | 39,4               | 39,4               | 37,8               | 31,1               | 22,2               | 17,8               | 39,4               |
| Середній максимум, °C   | 6,8                | 9,6                | 12,0               | 14,7               | 18,0               | 20,3               | 23,1               | 23,4               | 21,7               | 16,1               | 10,3               | 7,2                | 15,3               |
| Середній мінімум, °C    | 0,7                | 1,3                | 2,5                | 4,1                | 6,8                | 9,6                | 11,5               | 11,7               | 9,6                | 6,3                | 3,1                | 1,3                | 5,7                |
| Абсолютний мінімум, °C  | −15,6              | −17,2              | −6,7               | −3,9               | −2,2               | 1,7                | 2,8                | 4,4                | −1,1               | −8,3               | −13,3              | −17,2              | −17,2              |
| Норма опадів, мм        | 226                | 169                | 159                | 99                 | 65                 | 46                 | 18                 | 25                 | 52                 | 114                | 218                | 242                | 1433               |
| Днів з опадами          | 21                 | 18                 | 20                 | 17                 | 14                 | 11                 | 6                  | 6                  | 9                  | 15                 | 20                 | 22                 | 179,0              |
| ----------------------- | ------------------ | ------------------ | ------------------ | ------------------ | ------------------ | ------------------ | ------------------ | ------------------ | ------------------ | ------------------ | ------------------ | ------------------ | ------------------ |
| Джерело:                |                    |                    |                    |                    |                    |                    |                    |                    |                    |                    |                    |                    |                    |

## Демографія
Згідно з переписом 2010 року, у місті мешкало 1737 осіб у 729 домогосподарствах у складі 469 родин. Густота населення становила 565 осіб/км².  Було 806 помешкань (262/км²).
Расовий склад населення:
| - 92,9 % — білих - 2,0 % — корінних американців - 0,5 % — азіатів - 0,4 % — чорних або афроамериканців - 0,1 % — вихідців з тихоокеанських островів |

До двох чи більше рас належало 3,3 %. Частка іспаномовних становила 3,7 % від усіх жителів.
За віковим діапазоном населення розподілялося таким чином: 24,8 % — особи молодші 18 років, 59,1 % — особи у віці 18—64 років, 16,1 % — особи у віці 65 років та старші. Медіана віку мешканця становила 38,9 року. На 100 осіб жіночої статі у місті припадало 91,7 чоловіків;  на 100 жінок у віці від 18 років та старших — 86,3 чоловіків також старших 18 років.
Середній дохід на одне домашнє господарство  становив 53 207 доларів США (медіана — 43 125), а середній дохід на одну сім'ю — 67 600 доларів (медіана — 58 229). За межею бідності перебувало 21,8 % осіб, у тому числі 31,5 % дітей у віці до 18 років та 4,1 % осіб у віці 65 років та старших.
Цивільне працевлаштоване населення становило 519 осіб. Основні галузі зайнятості: виробництво — 24,1 %, освіта, охорона здоров'я та соціальна допомога — 20,8 %, роздрібна торгівля — 13,5 %, науковці, спеціалісти, менеджери — 8,5 %.